# Paschendale
Paschendale je píseň od legendární britské heavy metalové kapely Iron Maiden. Tato skladba se objevuje na dvou albech této kapely a na EP No More Lies a na Essential Iron Maiden. Na studiovém albu Dance of Death, stejně jako na Essential Iron Maiden, je původní verze této písně, která je dlouhá 8 minut 27 sekund. Na EP No More Lies je orchestrální verze písničky, její délka činí 8 minut 28 sekund. Poslední verze se nachází na živém dvojcd Death on the Road, kde její doba trvání činí 10 minut 17 sekund.
Píseň Paschendale má děj. Ten je zasazen do doby první světové války, text písně pojednává o vizi vojáka, který bojuje v bitvě u Passchendaele v Belgii. Tato bitva je jednou z nejkrvavějších bitev z této války. Popsání tohoto masakru se odráží i v samotném textu, např. v části the bodies of ours and our foes, the sea of death it overflows, která se dá přeložit jako moře smrti přetéká těla našich a nepřátel.
Autory textu a hudby jsou kytarista Adrian Smith a baskytarista Steve Harris, oba dva jsou členy kapely Iron Maiden.